# Tommy Steele
Sir Thomas Hicks (Bermondsey, 17 december 1936) is een Britse rock-'n-rollzanger, acteur en entertainer, professioneel bekend als Tommy Steele, beschouwd als het eerste tieneridool en rock-'n-roll-ster van Groot-Brittannië. Hij bereikte #1 met Singing the Blues in 1957 en The Tommy Steele Story was het eerste album van een Britse act, dat #1 bereikte in zijn geboorteland.
Steele's filmcredits zijn onder andere Half a Sixpence, The Happiest Millionaire en Finian's Rainbow (musical) en hij heeft veel podiumtournees gemaakt in het Verenigd Koninkrijk. Hij is ook songwriter, auteur en beeldhouwer.
In 2012 was Steele een van de culturele iconen die door popartiest Sir Peter Blake waren uitgekozen om te verschijnen in Vintage Blake, een montage om Blakes 80ste verjaardag te vieren.

## Biografie

### Als zanger
Steele werkte in verschillende banen, waaronder een korte periode als zeeman. Hij kwam niet in aanmerking voor dienstplicht omdat bij hem op 18-jarige leeftijd cardiomyopathie werd vastgesteld. In zijn autobiografie Bermondsey Boy: Memories of a Forgotten World meldt hij dat hij niet geslaagd is voor de medische keuring omdat hij platvoeten had. Als hij niet aan het werk was, speelde hij gitaar en banjo en zong hij in twee koffiehuizen in Soho (Londen), de 2i's Coffee Bar en de Cat's Whisker, zowel als soloartiest als bij Wally Whytons Vipers Skiffle Group.
Toen het schip waar Steele op diende, lag aangemeerd in Norfolk (Virginia) in de Verenigde Staten, hoorde hij Buddy Holly en werd hij verliefd op rock-'n-roll, waarbij hij de Britse skiffle-rage de rug toekeerde. Hij werd ontdekt door freelance fotograaf John Kennedy, die geloofde dat Steele het antwoord van het Verenigd Koninkrijk op Elvis Presley zou kunnen zijn. Later werd co-manager Larry Parnes ten onrechte vermeld voor het creëren van de artiestennaam Tommy Steele. Het was Steele die de achternaam van zijn Scandinavische grootvader van vaders kant, Thomas Stil-Hicks (spreek uit Steel-Hicks), aanpaste en nog een E aan de spelling toevoegde.
Steele werd beroemd in het Verenigd Koninkrijk als frontman van de rock-'n-rollband The Steelmen, nadat hun eerste single Rock With the Caveman in 1956 #13 bereikte in de Britse singleschart. Steele en andere Britse zangers kozen bekende hitrecords uit de Verenigde Staten, namen hun coverversies van deze nummers op en brachten ze uit in het Verenigd Koninkrijk, voordat de Amerikaanse versies de hitlijsten konden bereiken. De meeste opnamen van Steele uit de jaren 1950 waren covers van Amerikaanse hits, zoals Singing the Blues en Knee Deep in the Blues. Hoewel Steele nooit een serieuze bedreiging voor Presleys populariteit in het Verenigd Koninkrijk heeft bewezen, deed hij het goed in de Britse hitlijsten van de jaren 1950 en Singing the Blues bereikte #1 in het Verenigd Koninkrijk voordat Presley dat deed. Guy Mitchell was #1 met Singing the Blues op 4 januari 1957 en Tommy Steele op 11 januari 1957. Steele's album The Tommy Steele Story uit 1957 was het eerste van een Britse act die #1 bereikte in het Verenigd Koninkrijk.
Slechts vier maanden na zijn eerste aanwezigheid in de hitlijsten filmde hij zijn levensverhaal. Om dit te doen, schreven Steele en zijn songwriters Lionel Bart en Mike Pratt twaalf nummers in zeven dagen. Zijn eerste drie single publicaties werden elke drie weken één keer uitgegeven. In 1957 kocht Steele een huis met vier slaapkamers in Zuid-Londen voor zijn ouders. In augustus 1959 ondernam Steele een driedaags concertbezoek aan Moskou.
In 1958 kreeg Steele de kans om samen te werken met zijn jongere broer Colin Hicks tijdens een tournee, waarin deze laatste een van de andere artiesten, Terry Dene, verving, die zich om psychische redenen had teruggetrokken.
Eind 2009 bereikte zijn collectie met de grootste hits, The Very Best of Tommy Steele, de Top 40 in de Britse albumschart.

### Als acteur
Door de toename van het muzikale talent van eigen bodem in de jaren 1950 en 1960 kon Steele doorgroeien naar een carrière in toneel- en filmmuziek, waarbij hij zijn identiteit als popidool achter zich liet. In 1957 werd hij uitgeroepen tot de zevende meest populaire acteur aan de Britse boxoffice.
In 1960 was een tournee door Australië niet bijzonder succesvol geweest en bij zijn terugkeer naar het Verenigd Koninkrijk ontving hij twee aanbiedingen, een om in het toneelstuk Billy Liar te spelen en de andere om zich bij de Old Vic Company aan te sluiten. Hij koos voor het laatste.
In West End verscheen hij in She Stoops to Conquer en speelde hij de titelrol van Hans Christian Andersen. Op film herschiep hij zijn toneelrol in Londen en Broadway in Half a Sixpence en speelde hij karakterrollen in The Happiest Millionaire en Finian's Rainbow, hoewel veel critici zijn persoonlijkheid op het scherm enigszins overweldigend vonden. In deze laatste film, waarschijnlijk zijn bekendste optreden in de films, speelde hij Og, de kabouter die mens wordt en speelde hij samen met Petula Clark en Fred Astaire. In 1968 riepen Britse exposanten hem uit tot de vierde meest populaire ster aan de Britse boxoffice. Het jaar daarop speelde hij met Stanley Baker in het periodedrama Where's Jack?.
In april 1971 speelde Steele de hoofdrol in zijn eigen show Meet Me in Londen, afkomstig uit Las Vegas, voor een beperkte oplage in het Adelphi Theatre in Londen. De productie in Londen was onrustig toen Steele op de openingsavond bezuinigingen op de eerste akte eiste. Zangeres Clodagh Rodgers weigerde de bezuinigingen op te vangen en liep een kwartier voor het eerste nachtgordijn weg. Ze werd uiteindelijk vervangen door Susan Maughan.
In 1978 trad Steele op in een televisiefilmversie van Gilbert and Sullivans The Yeomen of the Guard, waarin hij de rol zong van de ongelukkige nar Jack Point.
In 1983 regisseerde en speelde Steele in de West End-productie van Singin' in the Rain in het London Palladium. In 1991 toerde hij met Some Like It Hot, de toneelversie van de film met Jack Lemmon/Tony Curtis/Marilyn Monroe. In 2003, na een onderbreking van tien jaar, behalve zijn one-man shows An Evening With Tommy Steele en What A Show!, toerde hij als Ebenezer Scrooge in een productie van Scrooge: The Musical, een bewerking van de film Scrooge. Na deze terugkeer hervatte hij zijn rol in het Palace Theatre in Manchester met Kerstmis 2004 en bracht hij de productie naar het London Palladium voor Kerstmis 2005. In 2008, op 71-jarige leeftijd, toerde Steele in de hoofdrol van de musical Doctor Dolittle.
Hij was het onderwerp van This Is Your Life in 1958 toen hij werd verrast door Eamonn Andrews in het BBC Television Theatre.

### Als beeldhouwer
Steele is een gerespecteerd beeldhouwer en vier van zijn belangrijkste werken zijn aan het publiek getoond. Bermondsey Boy in het stadhuis van Rotherhithe in Londen, werd in 1998 gestolen: de huidige verblijfplaats is onbekend. Eleanor Rigby, dat hij heeft gebeeldhouwd en aan de stad Liverpool heeft geschonken als eerbetoon aan The Beatles, staat in Stanley Street in Liverpool, niet ver van de Cavern Club. Union, met twee rugbyspelers, is te zien in het Twickenham Stadium. Trinity, ontworpen tijdens de regeneratie van het havengebied in Bermondsey, stond buiten het Trinity-gebouw in Bermondsey. Toen Steele in Montrose House, Petersham, Surrey woonde, stond zijn levensgrote sculptuur van Charlie Chaplin als The Tramp buiten zijn voordeur.

## Geclaimde ontmoeting met Elvis Presley in Groot-Brittannië
Jarenlang werd gedacht dat Elvis Presley nog nooit een voet in Groot-Brittannië had gezet, afgezien van een paar minuten op het asfalt op Prestwick Airport in Schotland, waar zijn militaire vliegtuig op weg naar de Verenigde Staten, na het voltooien van zijn legerdienst in West-Duitsland, was geland om bij te tanken. Op 21 april 2008 werd echter in een BBC Radio 2-interview met theaterimpresario Bill Kenwright beweerd dat Presley, toen 23, een dag lang Groot-Brittannië had bezocht na een telefoongesprek met Steele in Londen in 1958.
Volgens Kenwright: Elvis vloog een dag binnen en Tommy liet hem Londen zien. Hij liet hem de Houses of Parliament zien en bracht de dag met hem door. Kenwright gaf in 2008 toe dat hij niet zeker wist of hij het verhaal had moeten vertellen. Persvoorlichters in dienst van Stagecoach, het bedrijf dat de eigenaar is van Prestwick Airport, gaven snel een verklaring af waarin ze verzochten om bewijs, al dan niet fotografisch, van de genoemde bijeenkomst. Totdat dergelijk bewijs wordt geleverd, zullen ze hun eigendom Prestwick Airport blijven beschrijven als de enige plaats in Groot-Brittannië waar Elvis Presley ooit voet aan de grond heeft gezet en zullen ze de markering, foto's en speciale lounge op hun luchthaven die betrekking hebben op hun luchthaven, niet verwijderen.
Lamar Fike, een voormalig lid van de Memphis Mafia, die destijds bij Presley woonde, heeft een bewering gepost dat hij het was en niet Presley, die in 1958 een dag lang Londen en Steele bezocht.

## Privéleven en andere talenten
Steele werd geboren in Bermondsey, Londen. Zijn vader was Thomas Walter Hicks, en zijn moeder was Elizabeth Ellen Bennett; ze waren in 1933 in Bermondsey getrouwd. Er is een blauwe plaquette van de London Borough of Southwark op Nickleby House, in het Dickens Estate in Bermondsey, ter herdenking van Steele.
Steele en [Winifred] Ann Donoughue trouwden in het voorjaar van 1960 in de St. Patrick's Church, Soho Square in Londen. Ze hebben een dochter, Emma Elizabeth (1969).
Bij de New Year Honours van 1980 werd hij benoemd tot Officier in de Orde van het Britse Rijk (OBE) voor zijn werk als entertainer en acteur.
In 1981 schreef en publiceerde Steele de roman The Final Run over de Tweede Wereldoorlog en de evacuatie van Duinkerke.
Hij schreef ook de kinderroman Quincy over een afgekeurd stuk speelgoed dat zichzelf en zijn collega probeert te redden in de kelder van een speelgoedwinkel uit de oven op de dag na Kerstmis. Het werd uitgebracht in 1983 en was gebaseerd op zijn eigen televisiefilm Quincy's Quest uit 1979, waarin Steele Quincy speelde en Mel Martin Quincy's vriendinpop Rebecca.
Steele wordt kort genoemd in de James Bond-roman Thunderball van Ian Fleming.
Steele schreef samen met Lionel Bart en Mike Pratt veel van zijn vroege liedjes, maar vanaf 1958 gebruikte hij het pseudoniem Jimmy Bennett[a].
Op 7 november 2019 ontving Steele een Lifetime Achievement Award van de British Music Hall Society tijdens een feestelijke lunch in de Mayfair's Lansdowne Club. Degenen die eer betoonden aan zijn toenmalige 63 jaar en 2 dagen in de showbusiness waren onder meer Sir Tim Rice, Wyn Calvin MBE en Bill Kenwright CBE.
In mei 2020 kondigde Steele het nieuwe project Breakheart aan waaraan hij had gewerkt, dat in mei exclusief online beschikbaar was. Aangekondigd via een speciaal opgenomen video tijdens de COVID-19 lockdown, was Breakheart een audiothriller met zeven afleveringen, geschreven door Steele, die zich afspeelt tijdens de Tweede Wereldoorlog. Een week lang werd elke dag een nieuwe aflevering uitgebracht.
Na de heruitgave van Breakheart voor de feestperiode van 2020, bracht Steele ook een speciaal opgenomen feestverhaal uit The Christmas Mystery of Muchhope.
Hij werd geridderd in de Birthday Honours van 2020 voor diensten aan amusement en liefdadigheid.

## Discografie

### Singles (Decca Records)
Met the Steelmen
- 1956: Rock With the Caveman/Rock Around the Town
- 1956: Doomsday Rock/Elevator Rock
- 1956: Singing the Blues/Rebel Rock
- 1957: Knee Deep in the Blues/Teenage Party
- 1957: Butterfingers/Cannibal Pot
- 1957: Water, Water/A Handful of Songs met teksten gedeeltelijk gebaseerd op The Rime of the Ancient Mariner
- 1957: Shiralee/Grandad's Rock
- 1957: Hey You!/Plant a Kiss
- 1958: Happy Guitar/Princess
- 1958: Nairobi/Neon Sign
- 1958: The Only Man on the Island/I Puts the Lightie On
- 1958: Princess/Happy Guitar

Solo
- 1958: It's All Happening/What Do You Do? (Decca)
- 1958: Come On, Let's Go/Put a Ring on Her Finger (Decca)
- 1958: A Lovely Night/Marriage Type Love (Decca)
- 1959: Hiawatha/The Trial (Decca)
- 1959: Tallahassee Lassie/Give! Give! Give! (Decca)
- 1959: Give! Give! Give! (Decca)
- 1959: You Were Mine/Young Ideas (Decca)
- 1959: Little White Bull/Singing Time (Decca)
- 1960: What a Mouth (What a North and South)/Kookaburra (Decca)
- 1960: Happy Go Lucky Blues/Girl with the Long Black Hair (Decca)
- 1960: Must Be Santa/Boys and Girls (Decca)
- 1961: My Big Best Shoes/The Dit Dit Song (Decca)
- 1961: The Writing on the Wall/Drunken Guitar (Decca)
- 1962: Hit Record/What a Little Darling (Decca)
- 1963: Where Have All the Flowers Gone?/Butter Wouldn't Melt in Your Mouth (Decca)
- 1963: He's Got Love/Green Eye (Decca)
- 1963: Flash Bang Wallop/She's Too Far Above Me (Decca)
- 1963: Egg and Chips/The Dream Maker (Columbia)
- 1965: Half a Sixpence/If the Rain's Got to Fall (RCA)
- 1967: Fortuosity/I'm a Brass Band (Vista)
- 1974: King's New Clothes/Wonderful Copenhagen (Pye)
- 1984: Half a Sixpence/If the Rain's Got to Fall (Safari)
- 1985: Singing the Blues/Come On, Let's Go (Old Gold)

### Albums
- 1957: Tommy Steele Stage Show (Decca)
- 1957: The Tommy Steele Story (Decca)
- 1958: The Duke Wore Jeans (Soundtrack) (Decca)
- 1965: Tommy Steele Everything's Coming Up BROADWAY – (Liberty)
- 1974: My Life, My Song – (Pye)
- 1974: Hans Andersen – Original London Cast 1974 (Pye)
- 1977: Hans Andersen – Revival London Cast 1977 (Pye)
- 1995: Singin' in the Rain – Original London Cast 1984 (Cast Masters)
- 1996: Some Like It Hot – Original London Cast (First Night Records)
- ????: Scrooge: The Musical – Original London Cast (BK Records)
- 2006: Half a Sixpence – Original London Cast 1963 (Must Close Saturday)
- 2011: Cinderella – Original London Cast 1958 (Hallmark)

## Filmografie
- 1957: Kill Me Tomorrow
- 1957: The Tommy Steele Story
- 1957: The Duke Wore Jeans
- 1959: Tommy the Toreador
- 1960: Light Up the Sky! bekend als Skywatch in de VS
- 1963: It's All Happening bekend als The Dream Maker in de VS
- 1967: Half a Sixpence
- 1967: The Happiest Millionaire
- 1968: Finian's Rainbow
- 1969: Where's Jack?
- 1970: Twelfth Night (gemaakt voor tv)
- 1971: Tommy Steele in Search of Charlie Chaplin (1971) (tv special)
- 1978: The Yeomen of the Guard (1978) (gemaakt voor tv)
- 1979: Quincy's Quest